# Soropaten
Soropaten is een bestuurslaag in het regentschap Klaten van de provincie Midden-Java, Indonesië. Soropaten telt 1915 inwoners (volkstelling 2010).